# Episodi di Kulipari: L'esercito delle rane (prima stagione)
La prima stagione della serie a cartoni animati Kulipari: L'esercito delle rane è stata trasmessa in prima visione su Netflix il 2 settembre 2016.
| nº | Titolo originale | Titolo italiano | Prima TV         |
| -- | ---------------- | --------------- | ---------------- |
| 1  | Episode 1        | Episodio 1      | 2 settembre 2016 |
| 2  | Episode 2        | Episodio 2      | 2 settembre 2016 |
| 3  | Episode 3        | Episodio 3      | 2 settembre 2016 |
| 4  | Episode 4        | Episodio 4      | 2 settembre 2016 |
| 5  | Episode 5        | Episodio 5      | 2 settembre 2016 |
| 6  | Episode 6        | Episodio 6      | 2 settembre 2016 |
| 7  | Episode 7        | Episodio 7      | 2 settembre 2016 |
| 8  | Episode 8        | Episodio 8      | 2 settembre 2016 |
| 9  | Episode 9        | Episodio 9      | 2 settembre 2016 |
| 10 | Episode 10       | Episodio 10     | 2 settembre 2016 |
| 11 | Episode 11       | Episodio 11     | 2 settembre 2016 |
| 12 | Episode 12       | Episodio 12     | 2 settembre 2016 |
| 13 | Episode 13       | Episodio 13     | 2 settembre 2016 |